# Pierre Marie Théodore Choumara
Pierre Marie Théodore Choumara, född den 11 februari 1787, död den 4 februari 1870, var en fransk ingenjörsofficer och militärförfattare. 
Choumara föreslog som kapten vid ingenjörskåren i titt verk Mémoires sur la fortification (1837) flera förbättringar i bastionssystemets tillämpning på fästningsbyggnader. Till följd av meningsskiljaktigheter med sina överordnade tog han avsked redan som major.